# Romain De Saegher
Romain De Saeger (Saint-Amand (Anvers) 18 mars 1907 - Saint-Amand (Anvers) 14 décembre 1986), peintre expressionniste principalement de sujets religieux mais aussi de paysages de sa région.